# Hnízdní teritorium
Hnízdní teritorium (někdy hnízdní revír) představuje území, které si někteří ptáci (a další živočichové stavící si hnízda) vytyčují okolo svého hnízda. Vytyčená oblast je pak hnízdícím párem (nebo alespoň jedním z jeho členů) bedlivě střežena před případnými konkurenty z řad vlastního druhu a případně i před predátory, kteří by mohli mláďata ohrozit. Mnozí ptáci si své hnízdní teritorium označují zpěvem.
Hnízdní teritorium si vytyčuje mnoho druhů ptáků, vyskytují se pak mezi nimi i takoví, kteří při jeho obraně neváhají podstupovat enormní riziko a bez váhání napadají neuvěřitelně velké a nebezpečné predátory. Mezi nejznámější patří například tyran královský, který bez větších problémů přinutí k ústupu i velké dravé ptáky, či puštíci, kteří napadnou cokoliv, co by se přiblížilo ústí dutiny s mláďaty, kočkou počínaje a člověkem nebo medvědem konče.